# Yoo Ji-ae
Yoo Ji-ae (Hangul: 유지애; Hanja: 劉智愛; Seúl, 21 de mayo de 1993), más conocida como Jiae, es una cantante y actriz surcoreana, conocida por haber sido miembro del grupo femenino surcoreano Lovelyz.

## Carrera
Debutó como artista en solitario con el sencillo "Delight" en abril de 2014, y fue miembro del grupo Lovelyz desde su debut el 17 de noviembre de 2014 hasta su disolución el 16 de noviembre de 2021. Asistió a la Escuela de Artes Escénicas de Seúl para estudiar Teatro y Cine y se graduó en febrero de 2012.

## Discografía

### Sencillos
| Título    | Año  | Posición en las listas | Ventas (descarga digital) | Álbum           |
| Título    | Año  | KOR                    | Ventas (descarga digital) | Álbum           |
| --------- | ---- | ---------------------- | ------------------------- | --------------- |
| "Delight" | 2014 | 58                     | * KOR: 52,386+            | Girls' Invasion |

## Filmografía

### Dramas
| Año  | Red  | Título                                | Fecha                              |
| ---- | ---- | ------------------------------------- | ---------------------------------- |
| 2010 | KBS2 | Master of Study                       | Cameo                              |
| 2016 | KBS2 | The Gentlemen of Wolgyesu Tailor Shop | Cameo junto a Mijoo, Yein, y Jisoo |

### Espectáculos de variedades
| Año  | Red       | Título                   | Nota                                            |
| ---- | --------- | ------------------------ | ----------------------------------------------- |
| 2010 | Mnet      | Infinite! You're My Oppa | 12 de abril de 2010 – 31 de mayo de 2010        |
| 2012 | SBS       | Running Man              | Cameo junto a Seunghee y Yeonkyung (F-ve Dolls) |
| 2016 | SBS MTV   | Lovelyz in Wonderland    | Con Lovelyz                                     |
| 2017 | skyTravel | Lovelyz Loves Canada     | Con Lovelyz                                     |